# Grâce Dorothée
Tong Grace Dorothée is a mixed-media researcher who explores a variety of materials. Her work cuts across contemporary art and twentieth-century history, with a focus on indigenous knowledge and Cameroon's sociocultural and environmental histories. Tong is currently based in Douala and researching part-time at SAVVY Kwata Limbe. 
A graduate from the Institute of Fine Arts, University of Douala, Nkongsamba, in Art and Art History. her work has been exhibited in Doual’art, 2017; The National Museum of Cameroon, 2019, 2023, 2025; Bandjoun Station, 2019 – 2021; Dakar Biennale ‘OFF’ Senegal, 2022; Fondation H, Madagascar, 2023; AKAA - Art Fair, Paris, 2024; Cité Internationale des arts Montmartre, Paris,2024; SAVVY Contemporary, Berlin, 2024.

## Biographie

### Enfance et débuts
Son intérêt pour les arts visuels la pousse à participer à des ateliers de perfectionnement, parallèlement à ses études secondaires. Elle s'inscrit finalement à l’institut des beaux-arts de Douala à Nkongsamba en filière art plastique et histoire de l’art, où elle obtient une licence en arts plastiques et histoire de l’art.
Grâce Dorothée réalise sa première exposition en 2012, dans un orphelinat dont elle était pensionnaire. S'ensuit une seconde exposition en 2014 à la salle de fête d’Akwa à Douala lors de la visite du ministre des affaires sociales. Pendant cette exposition elle réalise et offre au ministre des portraits pour Amnesty International.

### Carrière
En septembre 2017, elle est finaliste du concours Jeunes Espoirs de Doual’art. Elle parvient à obtenir le premier prix au concours de photographie dans la catégorie meilleure photo artistique. Auparavant, Grâce Dorothée est présente sur des évènements tels que la nuit blanche, le Douala hip-hop festival, résidence artistique de Graffiti de l’Institut français du Cameroun.
Entre 2019 et 2021, elle participe également à plusieurs expositions collectives qui lui permette d'être sélectionnée pour l'exposition au Musée National organisée par la Banque mondiale. En mai 2020, elle participe avec onze autre femmes artistes parmi lesquelles Laura Tolen à une exposition virtuelle à l'Annie Kadji Arts Gallery intitulée «Artuelles-interférences», produite par Danièle Diwouta-Kotto,.
Grâce Dorothée participe en 2021, aux Rencontres d’Arts Visuels de Yaoundé, et à une résidence de création à Bandjoun Station, en collaboration avec l’Institut français du Cameroun et l’Ambassade de France au Cameroun. Elle fait sa première exposition individuelle à l’Institut français du Cameroun en 2022.http://www.rawmaterialcompany.org/_4447